# Тирта Эмпул
Тирта Эмпул (индон. Pura Tirta Empul) — индуистский балийский водный храм, расположенный недалеко от города Тампаксиринг, Бали, Индонезия. Храмовый комплекс состоит из петиртаана (petirtaan) или купального сооружения, известного своей святой родниковой водой, куда балийские индусы идут для ритуального очищения. В храмовом пруду есть источник пресной воды, которую балийские индуисты считают святой водой или амритхой (amritha). Тирта Эмпул в переводе с балийского означает Святой источник.

## Строительство храма
Храм Тирта Эмпул был основан вокруг большого водного источника в 962 году нашей эры во времена династии Вармадева (Warmadewa, 10-14 вв). Название храма происходит от источника подземных вод под названием «Тирта Эмпул». Источник является истоком реки Пакерисан. Храм разделен на три части: Джаба Пура (передний двор), Джаба Тенга (центральный двор) и Джероан (внутренний двор). Джаба Тенга содержит 2 бассейна с 30 душами, которые имеют соответствующие названия: Пенгелукатан, Пеберсихан и Судамала дан Панкуран Четик.
Храм посвящен Вишну, ещё одному имени индуистского бога для высшего сознания Нараяны. На холме с видом на храм была построена современная вилла для визита президента Сукарно в 1954 году. В настоящее время вилла является домом отдыха для важных гостей.

## История и мифология
Ванны в Тирта Эмпул, пожалуй, самые древние и священные из мест для купания на Бали. В надписи на камне в близлежащем храме Пура Сакенан в деревне Манукайя упоминается название места «Tirtha de [air] mpul». Предполагается, что имелись в виду бассейны Тирта Эмпул. В надписи говорится, что они были построены человеком по имени Шанг рату (Шри) Чандра Бхая Сингха Вармадева в районе деревни Манук Райя (современная Манукайя) в 882 году согласно календарю эпохи Шака, то есть около 960 г. н. э.
Согласно местой легенде, источники были созданы богом Индрой, чтобы напоить армию во время военной кампании по свержению злого и деспотичного балийского принца Майаденава. Предание говорит, как однажды ночью, когда войска Индры спали, Майаденава пробрался в их лагерь и, используя свои оккультные силы, создал магический источник. На следующий день люди Индры проснулись и выпили из источника, в результате чего их поразила болезнь. К счастью, Индра понял, что произошло, и немедленно создал новый источник, из которого вылилась святая вода, восстанавливая здоровье его солдат. С тех пор это место известно как Тиртха Эмпул, тиртха — термин для святой воды, а в старом яванском это слово означает «большой источник».

## Фото

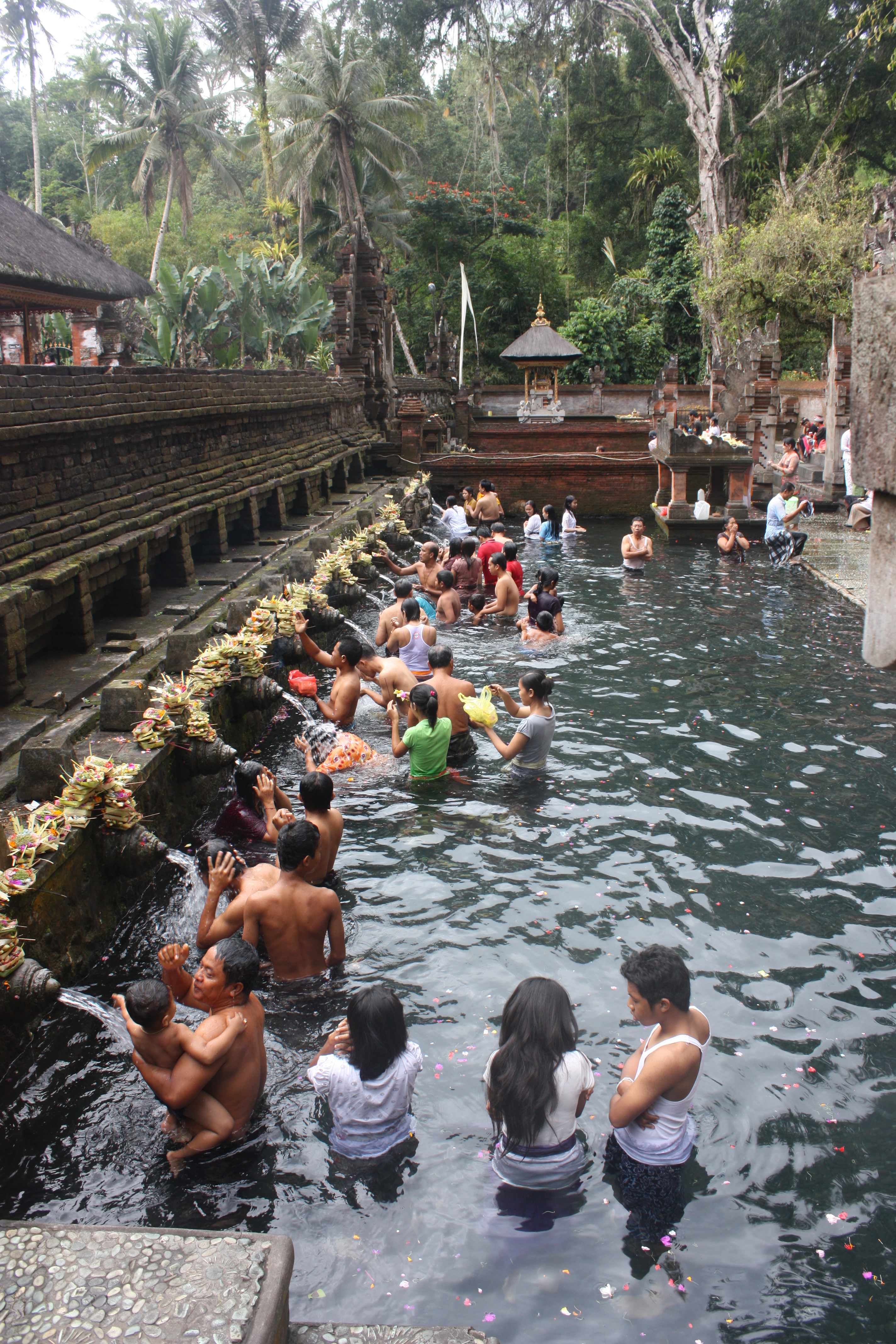
Очищающие ванны
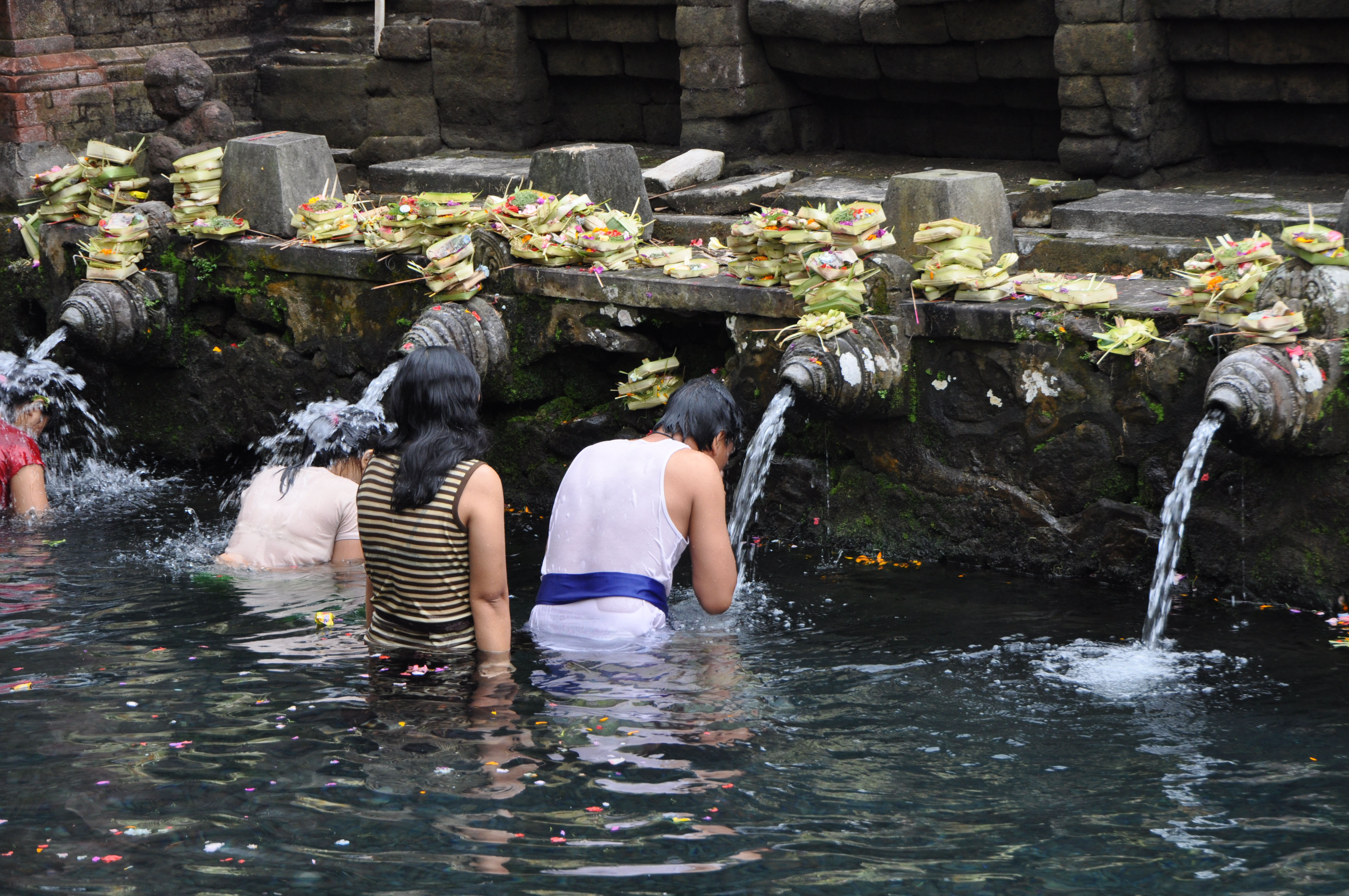
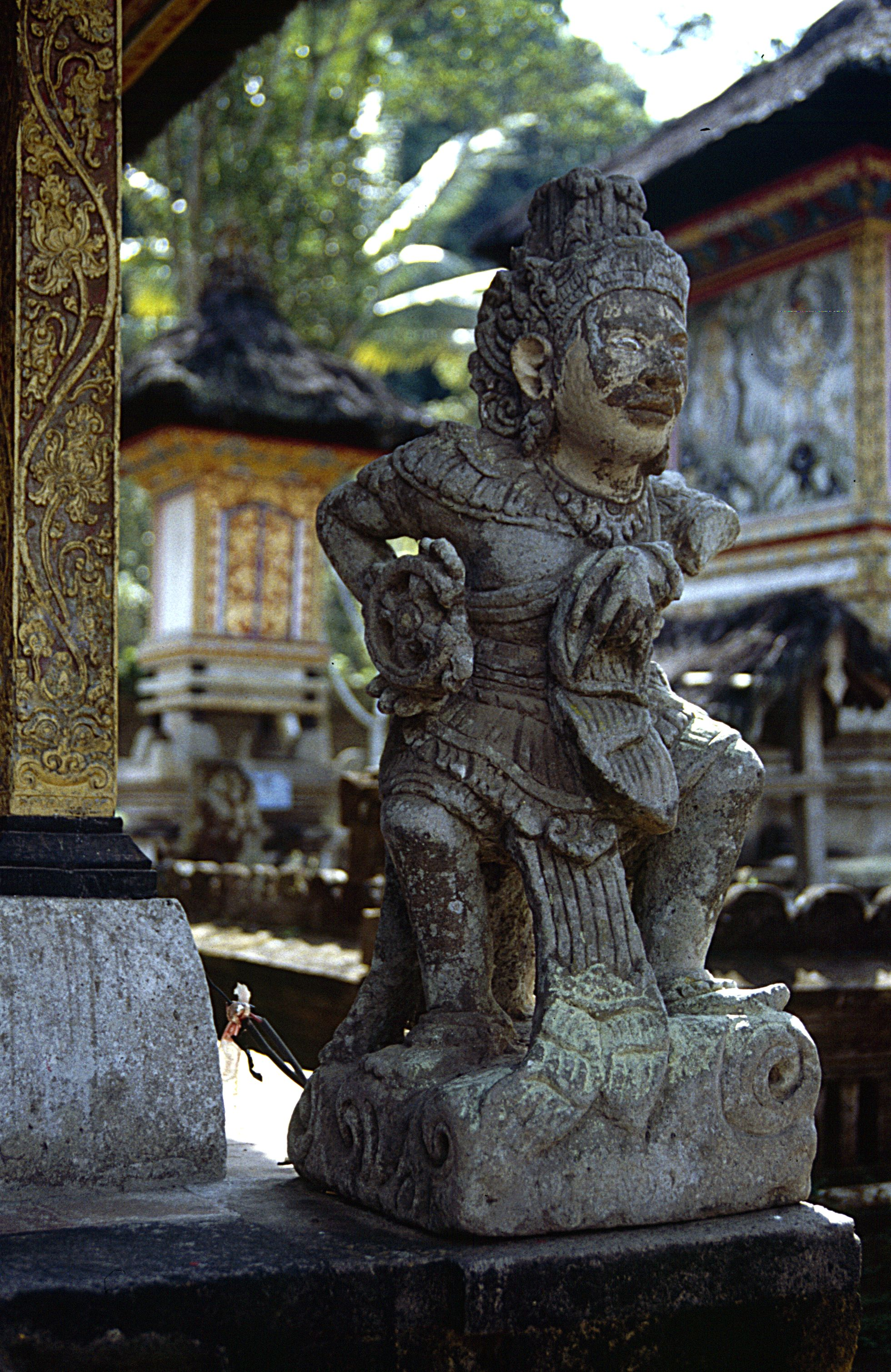
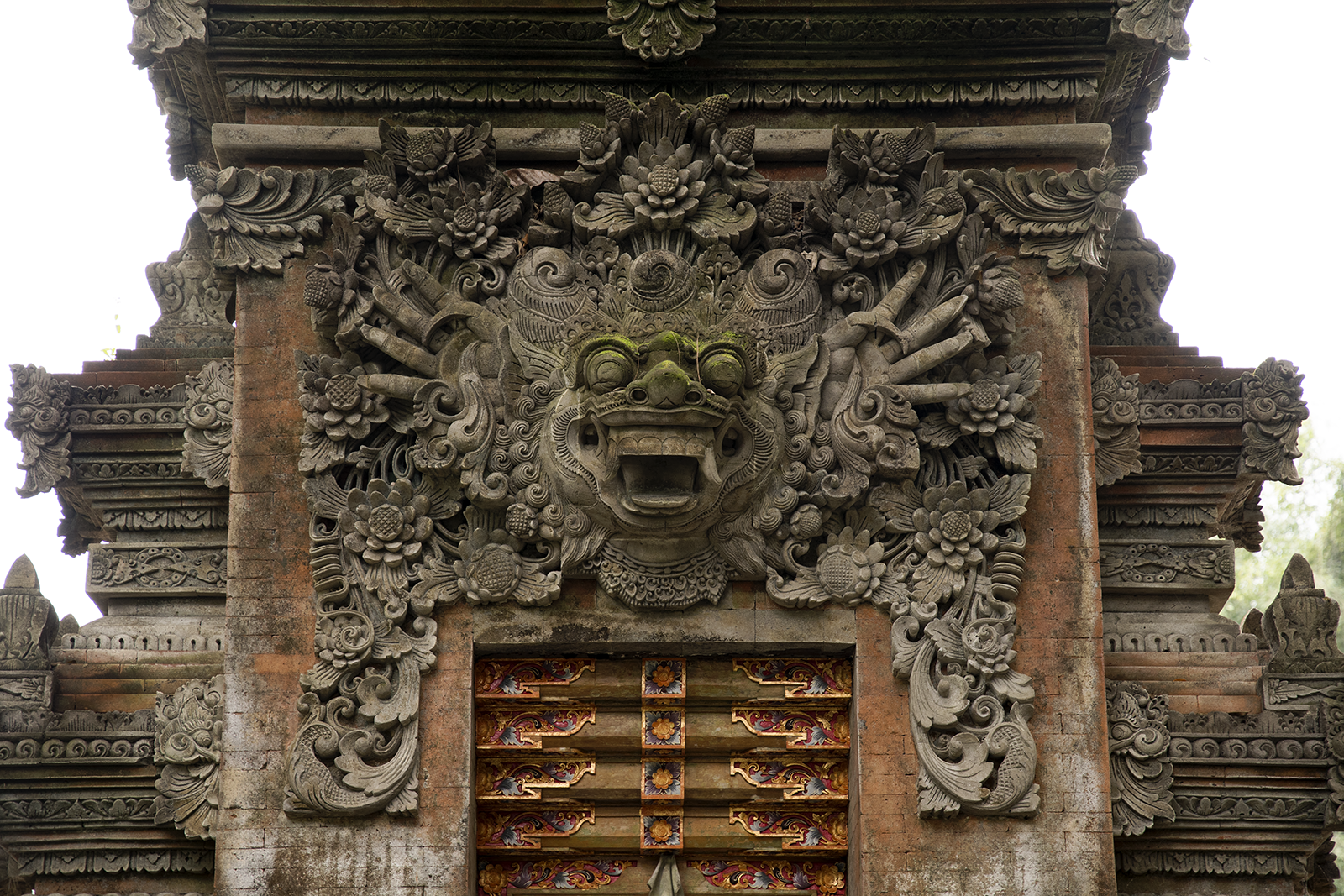
Ворота с изображением Бхомы

## Качество воды
Большую часть времени Tirta Empul считается источником чистой воды для ритуальных купаний. Однако, согласно отчету Coconut Bali в 2017 году, власти расследовали сообщения о загрязнении воды и риске для здоровья в Тирта Эмпул из Джаньяра.